# Alenka Star Be

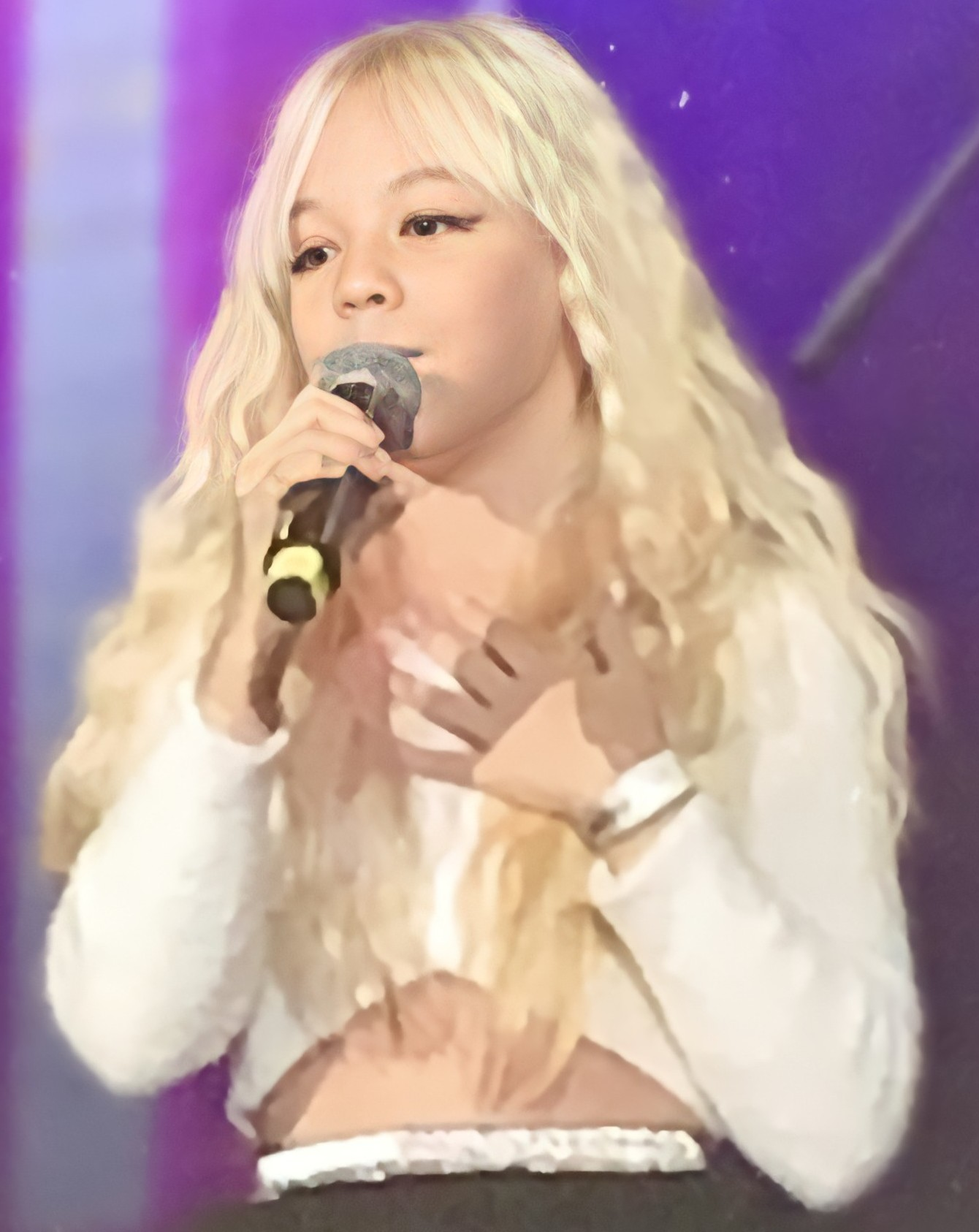

Альо́на Олекса́ндрівна Федо́това (рос. Алёна Алекса́ндровна Федо́това; нар. 16 жовтня 2009, Одинцово), псевдоніми Alenka Star Be і Star Be — російська відеоблогерка (лайкер) і співачка. Має понад 22 млн підписників, посідає 4 місце серед знаменитостей за кількістю підписників у соцмережі «Likee».

## Біографія
Альона Олександрівна Федотова народилася 16 жовтня 2009 року в російському місті Одинцово.

### Блогерка
Обліковий запис @alenka_star_be був зареєстрований в Likee в 2017 році.
Кар'єру Альона почала з додатка «Likee», почала набирати аудиторію, за рік вона мала 1 мільйон підписників. Знімала скетчі, розважальні відеоролики, пісні й танці.
2020 року брала участь у зніманні на російському телеканалі СТС Kids.
У січні 2019 року мала 10 млн підписників, а влітку 2020 року — 20 млн.

### Співачка
Сольну кар'єру почала 2017 року, дискографія включає 2 сингли.

## Особисте життя та навчання
Братів і сестер не має, 2018 року перейшла на домашнє навчання.

## Дискографія
| Рік  | Назва          | Примітки       |
| ---- | -------------- | -------------- |
| 2020 | «Мы танцуем»   | цифровий сингл |
| 2020 | «Сладкий день» | цифровий сингл |

## Премії і номінації
| Рік  | Премія                            | Номінація                             | Номінант        | Результат |
| ---- | --------------------------------- | ------------------------------------- | --------------- | --------- |
| 2019 | «Likee Oscar 2019»                | Кращий актор                          | Alenka Star Be  | Номінація |
| 2020 | Діамантова корона «K1!» від Likee | Офіційна верифікація лайкер-експертів | Alenka Star Be  | Перемога  |
| 2021 | «CRUSH TEAM»                      | Юний лайкер 2021 року                 | Альона Федотова | Перемога  |